# Economia da Venezuela
A economia da Venezuela passou, depois da Primeira Guerra Mundial, de uma essencialmente agrícola para uma economia centrada na produção e exportação de petróleo. Venezuela tem uma economia voltada para a exportação. A principal atividade econômica é a exploração e refino de petróleo.
O petróleo é responsável por cerca de um terço do PIB, por cerca de 80% das receitas de exportação e por mais de metade do financiamento da administração pública. Os responsáveis venezuelanos estimam que o PIB cresceu 2.7% em 2001. Uma forte subida nos preços internacionais de petróleo alimentou a economia, depois da grave recessão de 1999. A Venezuela participa também da OPEP.
Em 2003 seu coeficiente de Gini foi estimado pela ONU em 48.2, um dos trinta piores resultados no planeta. Alguns países que possuem produção petrolífera muito acima de seu consumo e baseiam sua economia nisso (alguns países árabes por exemplo), costumam ter sua riqueza extremamente mal distribuída e não desenvolvem outros potenciais econômicos pela facilidade demasiada que a extração de petróleo proporciona.
Desde 2013 a situação econômica venezuelana vem se deteriorando, com os índices de inflação subindo vertiginosamente e os medidores do PIB encolhendo. A economia do país entrou em recessão oficialmente em 2014, o salário dos trabalhadores encolheu e o poder de compra da população caiu, puxados pela inflação e pelo desemprego. A nação sofre com a escassez de produtos de subsistência, gerando um caos social. Apesar das medidas tomadas pelo governo do presidente Nicolás Maduro (em continuidade as políticas econômicas de Hugo Chávez), a situação não melhorou, com os índices de pobreza e os tamanho da dívida pública (e externa) crescendo de forma alarmante. Vários fatores contribuíram para a forte recessão, como más políticas de Estado e retração da atividade econômica, puxada principalmente pela queda no valor de commodities (especialmente o preço do petróleo, principal produto de exportação da Venezuela) no mercado internacional.
Um relatório publicado pela Transparencia Venezuela em 2022 estimou que as atividades ilegais no país representavam cerca de 21% de seu PIB.

## Século XX
No início do século XX, as principais exportações foram café, cacau, gado, açúcar, tabaco, batata doce, couros bovinos e borracha. Mas, no ano de 1920 é um ponto de viragem na economia venezuelana, a partir daí, as exportações de petróleo ocupam um lugar central. A 19 de junho de 1920 o governo de Juan Vicente Gómez promulga a primeira Lei de Hidrocarbonetos, que impôs um royalty de 15 por cento e também estabeleceu o direito de reverter o Estado venezuelano a metade da área de concessão. Em 1928, a Venezuela tornou-se o segundo maior produtor de petróleo e exportador, para chegar a 275 mil barris por dia.

## Século XXI
O Presidente Chavez começou em 2003 a canalizar os proventos do petróleo obtidos pela companhia estatal PDVSA para financiar programas sociais. Graças ao crescimento económico do país reduziu substancialmente os níveis de pobreza, as famílias abaixo da linha de pobreza caiu de 54% em 2003 para 27,4% em 2011 e 23.9% em 2013, a extrema pobreza foi reduzida de 25,1% (2003) a 7,3% (2011).
Em 2015, mais de 70 por cento das famílias venezuelanas vive numa situação de pobreza, refere um estudo divulgado em novembro de 2015, um número considerado recorde na história do país. Os dados fazem parte de um estudo elaborado em conjunto pelas universidades Católica Andrés Bello, Central da Venezuela e Simón Bolívar e foram divulgados durante um fórum sobre a situação do país, que tem uma das maiores reservas de petróleo e gás do mundo.
Em 2005  68,13% da eletricidade consumida na Venezuela é produzida em usinas hidrelétricas. A estatal Corporación Venezolana de Guayana em Bolívar desenvolvido Raul Leoni Hidrelétrica e Macagua. Com eles, contribuiu com mais de 70% da produção da Venezuela nos últimos anos. De acordo com dados do INE, gerou 99,2 milhões de kWh de eletricidade, produção de energia elétrica da Venezuela foi equivalente a 757 mil barris de petróleo.
No final de 2010, a Venezuela voltou a registar um crescimento económico de 0,6%, no primeiro trimestre de 2011 o país cresceu 4,5%. Em 2012, a economia venezuelana fechou com um crescimento de 5,5% O desemprego caiu para 6,4%. Os setores que mais cresceram foram finance com 32,90%, a construção 16,80%, o comércio com 9,20% e 7,20% das comunicações. Naquele ano, a pobreza caiu 20%. Em 31 de julho de 2012, Venezuela foi incluída como membro oficial do Mercado Comum do Sul (MERCOSUL), os Estados Unidos seguiam como o principal parceiro comercial da Venezuela.
Desde 1999 a dívida pública caiu de 60% para 25%, o PIB da Venezuela triplicou de 90 mil milhões de US $ 300.000 milhões.
e houve falta de produtos básicos
Desde 2014, a economia do país está em forte recessão, com a redução da atividade econômica, aumento do desemprego e da inflação, além de um maior endividamento por parte do Estado, que não conseguiu colocar suas contas em dia. Como resultado, o PIB encolheu e os índices de pobreza aumentaram. Frente ao saldo negativo na economia, a maiores as críticas contra o governo chavista do presidente Nicolás Maduro (que vê uma vertiginosa queda na sua popularidade em decorrência da situação caótica que o país se encontra).
Dados publicados no início de 2017 mostram que, devido a fortíssima crise que o país enfrenta sob o comando de Maduro, cerca de um terço da população afirma estar passando fome e perdendo peso; mais da metade dos venezuelanos estão em estado de pobreza extrema (51,51%); ao fim de 2016, a inflação chegou aos 475 por cento ao ano, segundo estimativa do FMI.
De acordo com o Comissão Econômica para a América Latina e o Caribe, a pobreza aumenta desde 2014 então com um ritmo anual de 2 a 5 por cento por causa da crise econômica e política.

## Comércio exterior
Em 2020, o país foi o 76º maior exportador do mundo (US $ 16,4 milhões em mercadorias, 0,1% do total mundial). Já nas importações, em 2016, foi o 63º maior importador do mundo: US $ 33,6 bilhões.

## Setor primário

### Agricultura
Venezuela produziu 699 mil toneladas de arroz para 1998 e 1080 em 2008 Na última década tem havido muitos sistemas de culturas anuais e mecanizadas modernos, tais como os que se especializam em milho, arroz, sorgo, de sésamo, de amendoim, de girassol e algodão. Em 2005, o gado da Venezuela tinha 16.300.000 bovinos, 3,1 milhões de suínos, 530 mil ovinos e aves 110.000.000. Nas planícies estabeleceu uma área próspera de produção intensiva de carne e leite.
A Venezuela produziu em 2019:
| Produto                              | Produção (toneladas) |
| ------------------------------------ | -------------------- |
| Cana-de-açúcar                       | 4,3 milhões          |
| Milho                                | 1,9 milhões          |
| Banana                               | 1,4 milhão           |
| Arroz                                | 760 mil              |
| Abacaxi                              | 485 mil              |
| Batata                               | 477 mil              |
| Óleo de palma                        | 435 mil              |
| Mandioca                             | 421 mil              |
| Laranja                              | 382 mil              |
| Melancia                             | 225 mil              |
| Mamão                                | 199 mil              |
| Melão                                | 194 mil              |
| Tomate                               | 182 mil              |
| Tangerina                            | 155 mil              |
| Coco                                 | 153 mil              |
| Abacate                              | 135 mil              |
| Manga (incluindo mangostim e goiaba) | 102 mil              |
| Café                                 | 56 mil               |

Além de produções menores de outros produtos agrícolas. Devido aos problemas econômicos e políticos internos, a produção de cana-de-açúcar caiu de 7,3 milhões de toneladas em 2012 para 3,6 milhões em 2016. A de milho caiu de 2,3 milhões de toneladas em 2014 para 1,2 milhão em 2017. A de arroz caiu de 1,15 milhão de toneladas em 2014 para 498 mil toneladas em 2016.

### Pecuária

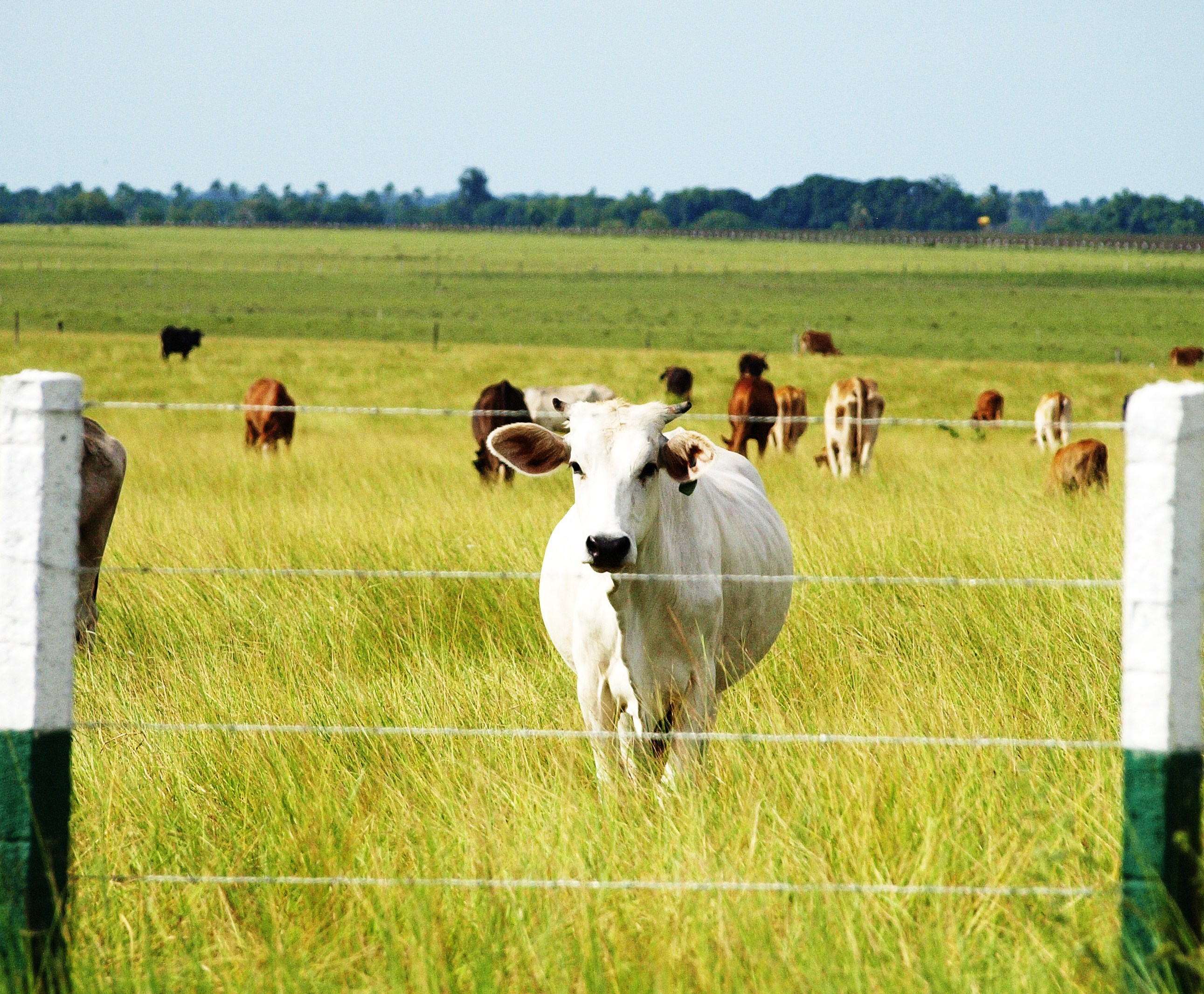
Pecuária na Venezuela

Na pecuária, a Venezuela produziu, em 2019: 470 mil toneladas de carne bovina, 454 mil toneladas de carne de frango, 129 mil toneladas de carne suína, 1,7 bilhões de litros de leite de vaca, entre outros. A produção de carne de frango caiu progressivamente, ano a ano, de 1,1 milhão de toneladas em 2011 para 448 mil toneladas em 2017. A de carne de porco caiu de 219 mil toneladas em 2011 para 124 mil em 2018. A produção de leite de vaca caiu de 2,4 bilhões de litros em 2011 para 1,7 bilhões em 2019.

## Setor secundário

### Indústria
O Banco Mundial lista os principais países produtores a cada ano, com base no valor total da produção. Pela lista de 2019, a Venezuela tinha a 31ª indústria mais valiosa do mundo (US $ 58,2 bilhões). A grosso modo, baseada na indústria petrolífera.
Em 2018, a Venezuela era a 51ª maior produtora de veículos do mundo (1,7 mil), sofrendo quedas desde 2010, quando produzia 153 mil veículos/ano. NA produção de aço, o país não consta entre os 40 maiores produtores do mundo.

#### Energia
Nas energias não-renováveis, em 2020, o país era o 26º maior produtor de petróleo do mundo, extraindo 527 mil barris/dia. A Venezuela registrou uma queda acentuada na produção após 2015 (onde produziu 2,5 milhões de barris/dia), caindo em 2016 para 2,2 milhões, em 2017 para 2 milhões, em 2018 para 1,4 milhões e em 2019 para 877 mil, por falta de investimentos e por conta da política do país. Em 2019, o país consumia 356 mil barris/dia (39º maior consumidor do mundo). O país foi o 13º maior exportador de petróleo do mundo em 2018 (1,2 milhões de barris/dia), quando a produção ainda não havia despencado para 527 mil barris/dia em 2020. Em 2015, a Venezuela era o 28º maior produtor mundial de gás natural, 26 bilhões de m³ ao ano. Em 2017 o país era o 28º maior consumidor de gás (37,6 bilhões de m³ ao ano) e era o 45º maior importador de gás do mundo em 2010: 2,1 bilhões de m³ ao ano. Na produção de carvão, o país foi o 41º maior do mundo em 2018: 0,3 milhões de toneladas (em 2014 a produção era de 1,2 milhões de toneladas e vem caindo desde então).
Nas energias renováveis, em 2020, a Venezuela não produzia energia eólica nem energia solar. Em 2014 era o 9º maior produtor de energia hidroelétrica do mundo com uma potência instalada de 15 GW.
Venezuela tem reservas de petróleo significativas no Orinoco, que é considerado o maior acúmulo de petróleo pesado no mundo.

#### Mineração
Na produção de ouro, até 2009 o país produzia uma média anual entre 11 a 12 toneladas por ano. Após isto, devido aos problemas políticos e econômicos do país, a mineração caiu muito: em 2017 o país só extraiu 0,48 tonelada.

## Moeda
A moeda da Venezuela é o bolívar (alusão a Simón Bolívar, prócer da independência de grande parte da América espanhola). No início de 2002, o governo alterou o regime de taxas de juro de um regime indexado para um sistema de flutuação livre, o que fez com que o bolívar desvalorizasse significativamente.